# Listă de conflicte ce au legătură cu Războiul Rece
În timp ce Războiul Rece nu a escaladat într-o confruntare militară directă, în această perioadă, socotită de obicei între anii (1947–1991), pe toate continentele au fost un număr însemnat de conflicte locale legate de el.
| Conflict                                                       | Dată început       | Dată sfârșit       | Locație                         | Regiune                        |
| -------------------------------------------------------------- | ------------------ | ------------------ | ------------------------------- | ------------------------------ |
| Războiul din Vietnam (1945–1946)                               | 13 septembrie 1945 | 30 martie 1946     | Vietnam                         | Asia de Sud-Est                |
| Criza iraniană din1946                                         | 15 noiembrie 1945  | 15 noiembrie 1946  | Iran                            | Asia de Sud                    |
| Războiul Civil Grec                                            | 30 martie 1946     | 16 octombrie 1949  | Grecia                          | Europa de Sud                  |
| Incidentul din Canalul Corfu                                   | 15 mai 1946        | 13 noiembrie 1946  | Strâmtoarea Corfu               | Europa de Sud                  |
| Răscoala Hukbalahap                                            | 04 iulie 1946      | 17 mai 1954        | Filipine                        | Asia de Sud-Est                |
| Primul Război din Indochina                                    | 19 decembrie 1946  | 01 august 1954     | Indochina Franceză              | Asia de Sud-Est                |
| Lovitura de stat din Cehoslovacia din 1948                     | 20 februarie 1948  | 25 februarie 1948  | Cehoslovacia                    | Europa Centrală                |
| Insurecția comunistă malaeziană (1948-1960)                    | 16 iunie 1948      | 12 iulie 1960      | Federația Malaya                | Asia de Sud-Est                |
| Blocada Berlinului                                             | 24 iunie 1948      | 12 mai 1949        | Germania                        | Europa de Vest                 |
| Războiul din Coreea                                            | 25 iunie 1950      | 27 iulie 1953      | Coreea                          | Asia de Est                    |
| Revoluția Egipteană din 1952                                   | 22 iulie 1952      | 26 iulie 1952      | Egipt                           | Africa de Nord                 |
| Insurecția din Germania de Est (1953)                          | 16 iunie 1953      | 17 iunie 1953      | Germania de Est                 | Europa de Vest                 |
| Revoluția Cubaneză                                             | 26 iulie 1953      | 01 ianuarie 1959   | Cuba                            | Caraibe                        |
| Lovitura de stat Iraniană din 1953                             | 15 august 1953     | 20 august 1953     | Iran                            | Asia de Sud                    |
| Războiul Civil Laoțian                                         | 09 noiembrie 1953  | 02 decembrie 1975  | Laos                            | Asia de Sud-Est                |
| Lovitura de stat Guatemaleză din 1954                          | 18 iunie 1954      | 27 iunie 1954      | Guatemala                       | America Centrală               |
| Prima Criză din Strâmtoarea Taiwanului                         | 03 septembrie 1954 | 01 mai 1955        | Strâmtoarea Taiwanului          | Asia de Est                    |
| Războiul din Vietnam                                           | 01 noiembrie 1955  | 30 aprilie 1975    | Vietnam                         | Asia de Sud-Est                |
| Protestele de la Poznań din 1956                               | 28 iunie 1956      | 30 iunie 1956      | Polonia                         | Europa Centrală                |
| Revoluția ungară din 1956                                      | 23 octombrie 1956  | 10 noiembrie 1956  | Ungaria                         | Europa Centrală                |
| Criza Suezului                                                 | 29 octombrie 1956  | 07 noiembrie 1956  | Egipt                           | Africa de Nord                 |
| Revoluția Irakiană din 14 iulie 1958                           | 14 iulie 1958      | 14 iulie 1958      | Irak                            | Asia de Sud-Vest               |
| Cea de a doua Criză din Strâmtoarea Taiwanului                 | 23 august 1958     | 06 octombrie 1958  | Strâmtoarea Taiwanului          | Asia de Est                    |
| Revolta din Tibet (1959)                                       | 10 martie 1959     | 21 martie 1959     | Tibet                           | Asia Centrală                  |
| Incidentul cu avionul de spionaj american U-2 din 1960         | 01 mai 1960        | 01 mai 1960        | Uniunea Sovietică               | Europa de Est                  |
| Criza congoleză                                                | 30 iunie 1960      | 25 noiembrie 1965  | Congo                           | Africa Centrală                |
| Războiul de Independență din Angola                            | 04 februarie 1961  | 15 ianuarie 1975   | Angola                          | Africa de Sud                  |
| Invazia din Golful Porcilor                                    | 17 aprilie 1961    | 19 aprilie 1961    | Cuba                            | Caraibe                        |
| Criza Berlinului din 1961                                      | 04 iunie 1961      | 09 noiembrie 1961  | Republica Democrată Germană     | Europa de Vest                 |
| Revoluția din Nicaragua                                        | 23 iulie 1961      | 25 aprilie 1990    | Nicaragua                       | America Centrală               |
| Criza rachetelor cubaneze                                      | 14 octombrie 1962  | 28 octombrie 1962  | Cuba                            | Caraibe                        |
| Războiul Sino-Indian                                           | 20 octombrie 1962  | 21 noiembrie 1962  | granița China/India             | Asia de Sud                    |
| Războiul de Independență din Guinea-Bissau                     | 23 ianuarie 1963   | 11 septembrie 1974 | Guinea-Bissau                   | Africa de Vest                 |
| Lovitura de stat din Brazilia (1964)                           | 04 iulie 1964      | 01 aprilie 1964    | Brazilia                        | America de Sud                 |
| Rhodesian Bush War                                             | 31 martie 1964     | 12 decembrie 1979  | Rhodesia                        | Africa de Sud                  |
| Războiul Mozambican de Independență                            | 25 septembrie 1964 | 08 septembrie 1974 | Mozambic                        | Africa de Est                  |
| Războiul Civil din Dominica (1965)                             | 24 aprilie 1965    | 03 septembrie 1965 | Republica Dominicană            | Caraibe                        |
| United States occupation of the Dominican Republic (1965–1966) | 28 aprilie 1965    | 01 iulie 1966      | Republica Dominicană            | Caraibe                        |
| Războiul Indo-Pakistanez din 1965                              | 15 august 1965     | 23 septembrie 1965 | Kashmir                         | Subcontinentul Indian          |
| Mișcarea din 30 Septembrie din Indonezia                       | 30 septembrie 1965 | 01 octombrie 1965  | Indonezia                       | Asia de Sud-Est                |
| Indonesian killings of 1965–1966                               | 01 octombrie 1965  | martie 1966        | Indonezia                       | Asia de Sud-Est                |
| South African Border War                                       | 26 august 1966     | 21 martie 1990     | Namibia și Angola               | Africa de Sud                  |
| Namibian War of Independence                                   | 26 august 1966     | 21 martie 1990     | Namibia                         | Africa de Sud                  |
| Greek military junta of 1967–1974                              | 21 aprilie 1967    | 23 iulie 1974      | Grecia                          | Europa de Sud                  |
| Războiul de Șase Zile                                          | 05 iunie 1967      | 10 iunie 1967      | Egipt, Iordania, și Siria       | Asia de Vest                   |
| Războiul de Uzură                                              | 01 iulie 1967      | 07 august 1970     | Peninsula Sinai                 | Asia de Sud-Vest               |
| Communist Insurgency War                                       | 17 iunie 1968      | 02 decembrie 1989  | Malaezia                        | Asia de Sud-Est                |
| Conflictul de frontieră chino-sovietic (1969)                  | 02 martie 1969     | 11 septembrie 1969 | granița China/Uniunea Sovietică | Asia de est                    |
| Operation Menu                                                 | 18 martie 1969     | 28 mai 1970        | Cambogia și Laos                | Asia de Sud-Est                |
| Libyan coup d'etat (1969)                                      | 01 septembrie 1969 | 01 septembrie 1969 | Libia                           | Africa de Nord                 |
| Black September in Jordan                                      | 01 septembrie 1970 | iulie 1971         | Iordania                        | Asia de Sud-Vest               |
| Cambodian Civil War                                            | 09 octombrie 1970  | 17 aprilie 1975    | Cambogia                        | Asia de Sud-Est                |
| Bangladesh Liberation War                                      | 26 martie 1971     | 16 decembrie 1971  | Bangladesh                      | Asia de Sud-Est                |
| Războiul Indo-Pakistanez din 1971                              | 03 decembrie 1971  | 16 decembrie 1971  | Bangladesh și Pakistan          | Asia de Sud                    |
| 1973 Chilean coup d'état                                       | 11 septembrie 1973 | 11 septembrie 1973 | Chile                           | America de Sud                 |
| Războiul de Iom Kipur                                          | 06 octombrie 1973  | 25 octombrie 1973  | Egipt și Siria                  | Asia de Sud-Vest               |
| Revoluția Garoafelor                                           | 25 aprilie 1974    | 25 aprilie 1974    | Portugalia                      | Europa de Sud                  |
| Războiul civil din Etiopia                                     | 28 noiembrie 1974  | 21 mai 1991        | Etiopia                         | Africa de Est                  |
| Războiul dintre Cambogia–Vietnam                               | 01 mai 1975        | 26 septembrie 1989 | Cambogia, Vietnam, și Tailanda  | Asia de Sud-Est                |
| Angolan Civil War                                              | 11 noiembrie 1975  | 04 aprilie 2002    | Angola                          | Africa de Sud                  |
| Invazia Indoneziană a Timorului de Est                         | 07 decembrie 1975  | 17 iulie 1976      | Timorul de Est                  | Asia de Sud-Est                |
| Lovitura de stat Argentiniană din 1976                         | 24 martie 1976     | 24 martie 1976     | Argentina                       | America de Sud                 |
| Războiul Civil Mozambican                                      | 30 mai 1977        | 15 octombrie 1992  | Mozambic                        | Africa de Sud                  |
| Războiul Ogaden                                                | 13 iulie 1977      | 15 martie 1978     | Etiopia                         | Africa de Est                  |
| Korean Air Lines Flight 902                                    | 20 aprilie 1978    | 20 aprilie 1978    | Uniunea Sovietică               | Europa de Est                  |
| Revoluția Iraniană                                             | 16 ianuarie 1979   | februarie 1979     | Iran                            | Asia de Sud                    |
| Războiul chino-vietnamez                                       | 17 februarie 1979  | 16 martie 1979     | granița China/Vietnam           | Asia de Sud                    |
| Războiul Civil din Salvador                                    | 09 mai 1979        | 16 ianuarie 1992   | El Salvador                     | America Centrală               |
| Războiul Afgano-Sovietic                                       | 24 decembrie 1979  | 15 februarie 1989  | Afganistan                      | Asia Centrală                  |
| Doborârea cursei KAL 007                                       | 01 septembrie 1983 | 01 septembrie 1983 | Uniunea Sovietică               | Asia de Est                    |
| Invazia Grenadei (1983)                                        | 25 octombrie 1983  | 15 decembrie 1983  | Grenada                         | Caraibe                        |
| Bombardarea Libiei (1986)                                      | 15 aprilie 1986    | 15 aprilie 1986    | Libia                           | Africa de Nord                 |
| Revoluțiile de la 1989                                         | 09 martie 1989     | 27 aprilie 1992    | Various                         | Europa Centrală /Europa de Est |
| Protestele din Piața Tiananmen                                 | 15 aprilie 1989    | 04 iunie 1989      | China                           | Asia de est                    |
| Revoluția de catifea                                           | 17 noiembrie 1989  | 29 decembrie 1989  | Cehoslovacia                    | Europa Centrală                |
| Revoluția Democratică din Mongolia (1990)                      | 10 decembrie 1989  | 09 martie 1990     | Mongolia                        | Asia Centrală                  |
| Revoluția Română din 1989                                      | 16 decembrie 1989  | 25 decembrie 1989  | România                         | Europa Centrală                |
| Tentativa sovietică de lovitură de stat din 1991               | 19 august 1991     | 21 august 1991     | Uniunea Sovietică               | Europa de Est                  |